# Archidendron glomeriflorum
Archidendron glomeriflorum är en ärtväxtart som först beskrevs av Wilhelm Sulpiz Kurz, och fick sitt nu gällande namn av Ivan Christian Nielsen. Archidendron glomeriflorum ingår i släktet Archidendron och familjen ärtväxter. Inga underarter finns listade i Catalogue of Life.